# پتار برزیتسا
پِتار «پِرو» برزیتسا (زاده حوالی ۱۹۱۷ – درگذشته احتمالاً در ۲۰۱۰) یک قاتل دسته‌جمعی کروات بود. وی که در اصل عضوی از فرقه فرانسیسکن بود، به عضویت جنبش فاشیستی اوستاشه درآمد و در جریان جنگ جهانی دوم، در اردوگاه کار اجباری یاسنواتس، دست به جنایت‌های خود زد.
پیش از جنگ، برزیتسا دانشجوی بورسیه دانشکده فرانسیسکن در شیروکی بریگ در هرزگوین، و عضو فرقه برادری صلیبی بود؛ سازمانی که بخشی از جنبش کاتولیک کرواسی به‌شمار می‌رفت. وی مدتی را به یادگیری رشته حقوق در زاگرب گذراند و در آنجا به عضویت جوانان اوستاشه درآمد و بعدها عضو دولت فاشیستی کروات اوستاشه (۴۵–۱۹۴۱) و یکی از نگهبانان اردوگاه کار اجباری یاسنواتس شد.
وی به عنوان یک اوستاش، درجه ستوانی داشت. اگرچه وی به خاطر ضرب و شتم یک زندانی تا د مرگ در مارس ۱۹۴۳ نامدار شد، بدنامی اصلی او به دلیل پیروزی در مسابقه‌ای بود که در آن از چاقویی با تیغه منحنی‌شکل، که به آن صرب‌بُر نیز گفته می‌شد، برای کشتن زندانیان تازه‌وارد استفاده می‌شد. برزیتسا به بردنه شدن خود در مسابقه با کشتن بیشترین تعداد زندانی - ۱۳۶۰ تن - افتخار می‌کرد. برخی منابع دیگر «رکورد» برزیتسا را در تعداد کمتری، میان ۶۷۰ تن و ۱۱۰۰ تن ثبت کرده‌اند.